# Infruttescenza

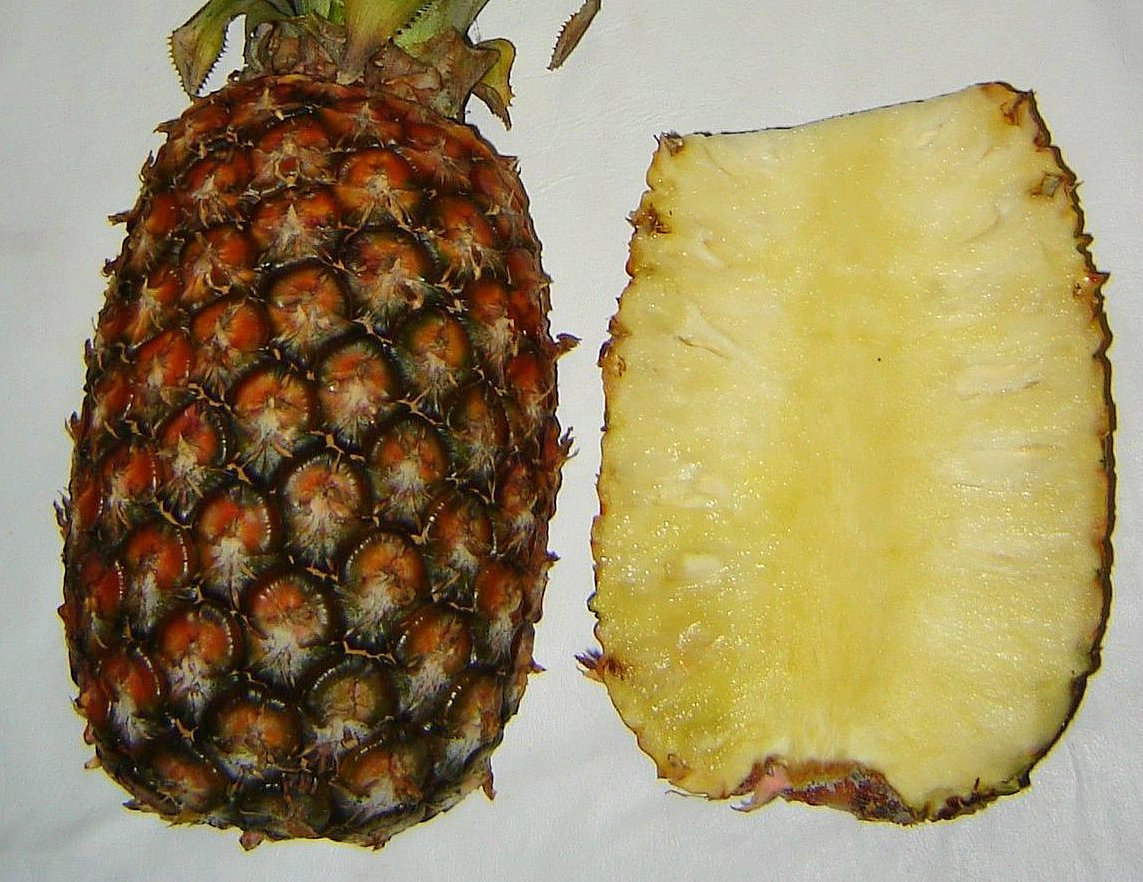
Infruttescenza di Ananas

L'infruttescenza è l'insieme dei frutti derivanti dagli ovari di una infiorescenza, disposti secondo lo schema di quest'ultima.
In certi casi possono somigliare a frutti semplici. Ne sono un esempio le infruttescenze dell'ananas che sono formate da una riunione di bacche inframezzate a tessuti del ricettacolo e delle brattee.

## Alcuni tipi di infruttescenza

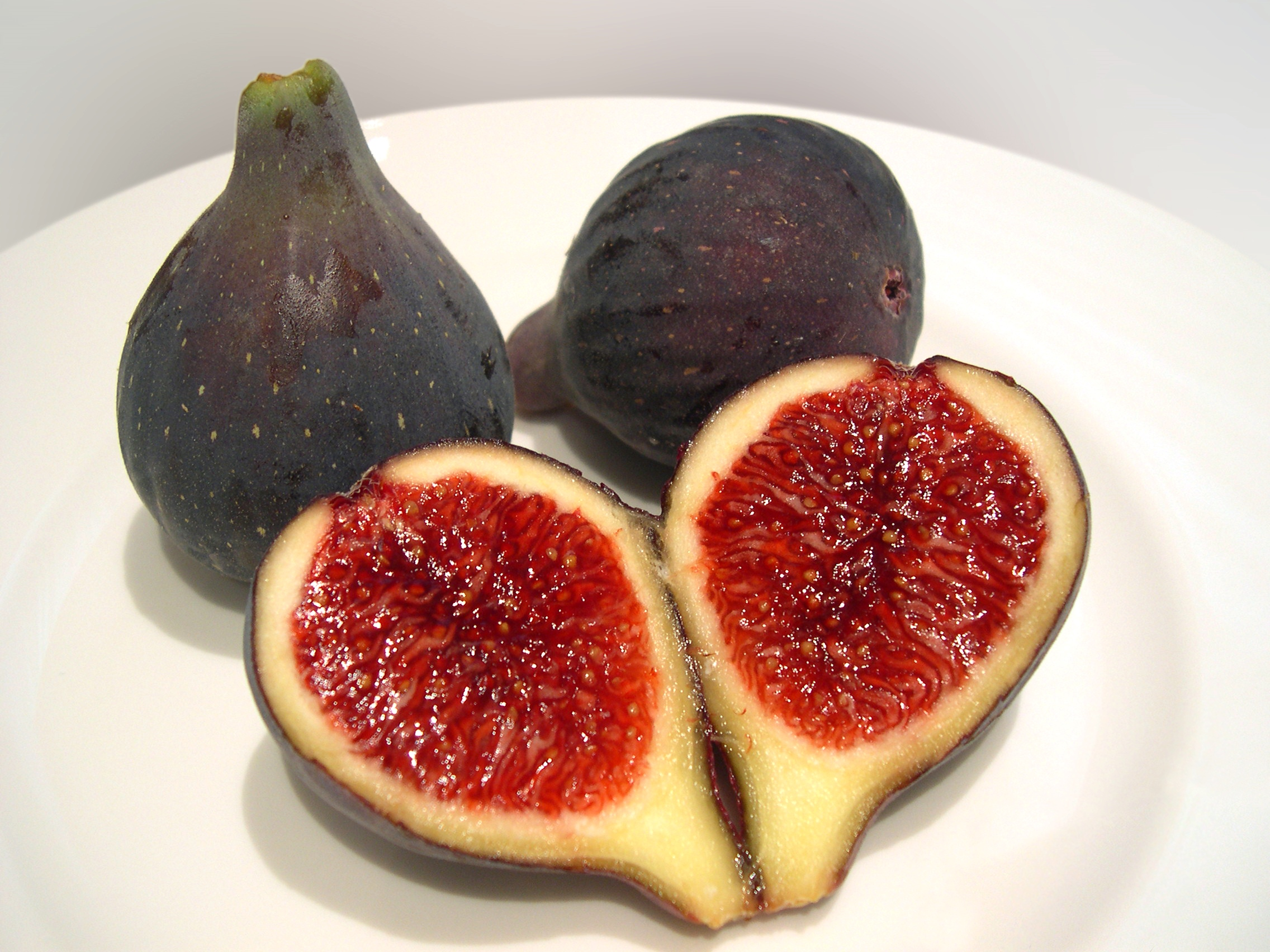
Il fico, un'infruttescenza a siconio.

- infruttescenza a spiga: le spighe del grano maturo.
- infruttescenza a siconio: i frutti del fico.